# Лангобардське королівство
Лангоба́рдське королі́вство, або Королі́вство лангоба́рдів (лат. Regnum Langobardorum; італ. regno longobardo) — монархічна християнська держава на Апеннінському півострові. Створена 565 року германським плем'ям лангобардів під проводом Альбойна, які захопили готські землі в Північній Італії. Керувалася виборними королями. Столиця розташовувалася в місті Павія. Панівною релігією було християнство — аріанство (до 653) та католицизм. Офіційною мовою була латинська, простонародними — народна латина і лангобардська. Базовою валютою був римський треміс. Вели війни із Візантійською імперією. Підкорена франками Карла Великого в 774 році, за коронування Дезидерія. Північні терени королівства успадкувала Каролінзька імперія франків, південні — герцогства Беневентське і Сполетське, центральні — Папська держава. Пізня назва — королівство всієї Італії (лат. Regnum totius Italiae). Від імені королівства Лангобардії походить назва краю Ломбардія.

## Історія
Лангобарди, мабуть, на початку першого тисячоліття проживали на берегах Ельби, потім, в V столітті, стали переселятися на Дунай, і приблизно в цей же час прийняли аріанство.
У 566 в союзі з аварами вони розгромили гепідів і завоювали Паннонію. Звідти лангобарди на чолі з королем Албойном вторглися в Італію, завоювавши її північні території і давши їм своє ім'я — лангобардів (звідси назва Ломбардія).
У 572 після трирічної облоги лангобарди захоплюють Павію і роблять її столицею своєї держави.
Перший король лангобардів Албойн славився незвичайною жорстокістю. Вельми жорстоким правителем був після його смерті і наступний король лангобардів, Клеф. Якщо Албойна отруїла власна дружина, то Клефа вбили його піддані.

### Міжкоролів'я
Після цього лангобарди протягом одинадцяти років не обирали короля і зробили це лише перед лицем небезпеки: Лангобардській державі загрожувала експансія Візантії і Австразії (одне з франкських королівств).
Третім королем лангобардів став Автарій, син Клефа. Він зумів відбити натиск візантійців і франків.
Коли Автарій помер у 591, його вдова Теоделінда вийшла заміж за Агілульфа, герцога Туринського, який став таким чином королем. Агілульф сповідував аріанство, але його дружина й син були католиками. У VII столітті Папа Римський отримує в Італії дедалі більший вплив, і відносини між королями лангобардів і папами ускладнюються. Їхня боротьба, в якій брали участь і франки, набула характеру затяжної війни.
Останній король лангобардів Дезидерій був розбитий і в 774 полонений франками на чолі з Карлом Великим, а його королівство ввійшло до складу їх Каролінзької імперії.

## Карти
Розширення теренів королівства (синій):

572
584
616
652
744
751

### Першоджерела
- Chronicle of Fredegar, Pseudo-Fredegarii scholastici Chronicarum libri IV cum continuationibus in Monumenta Germaniae Historica SS rer. Mer. II, Hanover 1888
- Gregory of Tours, Gregorii episcopi Turonensis Libri historiarum X (Historia Francorum) in Monumenta Germaniae Historica SS rer. Mer. I 1, Hanover 1951
- Leges Langobardorum (643-866), ed. F. Beyerle, Witzenhausen 1962
- Marius Aventicensis, Chronica a. CCCCLV-DLXXXI. edied Theodor Mommsen in Monumenta Germaniae Historica AA, XI, Berlin 1894
- Origo gentis Langobardorum, ed. G. Waitz in Monumenta Germaniae Historica SS rer. Lang.
- Paolo Diacono, Historia Langobardorum (Storia dei Longobardi, Lorenzo Valla/Mondadori, Milan 1992)

### Історіографія
- Chris Wickham (1981). Early Medieval Italy: Central Power and Local Society, 400–1000. MacMillan Press.
- Azzara, Claudio; Stefano Gasparri (2005). Le leggi dei Longobardi, storia, memoria e diritto di un popolo germanico (in Italian). Roma: Viella. ISBN 88-8334-099-X.
- Azzara, Claudio (2002). L'Italia dei barbari (in Italian). Bologna: Il Mulino. ISBN 88-15-08812-1.
- Paolo Delogu. Longobardi e Bizantini in Storia d'Italia, Torino, UTET, 1980. ISBN 88-02-03510-5.
- Bandera, Sandrina (2004). Declino ed eredità dai Longobardi ai Carolingi. Lettura e interpretazione dell'altare di S. Ambrogio (in Italian). Morimondo: Fondazione Abbatia Sancte Marie de Morimundo.
- Bertelli, Carlo; Gian Pietro Broglio (2000). Il futuro dei Longobardi. L'Italia e la costruzione dell'Europa di Carlo Magno (in Italian) (Skira ed.). Milano. ISBN 88-8118-798-1.
- Bertolini, Ottorino (1972). Roma e i Longobardi (in Italian). Roma: Istituto di studi romani. BNI 7214344.
- Bognetti, Gian Piero (1957). L'Editto di Rotari come espediente politico di una monarchia barbarica (in Italian). Milano: Giuffre.
- Cardini, Franco; Marina Montesano (2006). Storia medievale (in Italian). Firenze: Le Monnier. ISBN 88-00-20474-0.
- Gasparri, Stefano (1978). I duchi longobardi (in Italian). Roma: La Sapienza.
- Jarnut, Jörg (2002). Storia dei Longobardi (in Italian). Torino: Einaudi. ISBN 88-464-4085-4.
- Montanelli, Indro; Roberto Gervaso (1965). L'Italia dei secoli bui (in Italian). Milano: Rizzoli.
- Mor, Carlo Guido (1930). "Contributi alla storia dei rapporti fra Stato e Chiesa al tempo dei Longobardi. La politica ecclesiastica di Autari e di Agigulfo". Rivista di storia del diritto italiano (estratto).
- Neil, Christie. I Longobardi. Storia e archeologia di un popolo (in Italian). Genova: ECIG. ISBN 88-7545-735-2.
- Possenti, Paolo (2001). Le radici degli italiani. Vol. II: Romania e Longobardia (in Italian). Milano: Effedieffe. ISBN 88-85223-27-3.
- Rovagnati, Sergio (2003). I Longobardi (in Italian). Milano: Xenia. ISBN 88-7273-484-3.
- Tagliaferri, Amelio (1965). I Longobardi nella civiltà e nell'economia italiana del primo Medioevo (in Italian). Milano: Giuffrè. BNI 6513907.
- Tabacco, Giovanni (1974). Storia d'Italia. Vol. I: Dal tramonto dell'Impero fino alle prime formazioni di Stati regionali (in Italian). Torino: Einaudi.
- Tabacco, Giovanni (1999). Egemonie sociali e strutture del potere nel medioevo italiano (in Italian). Torino: Einaudi. ISBN 88-06-49460-0.